# 厳島神社 (会津若松市)
厳島神社（いつくしまじんじゃ）は福島県会津若松市の神社。かつては宗像神社といい、永徳年間に地元の豪族、石塚、石部、堂家の三家によって建てられた。厳島神社の名は1868年（明治元年）の神仏分離令に際して改名されたものである。別当は正宗寺。旧社格は郷社。

## 概要
祭神の市杵島姫命は弁才天と習合していた事から、神社のある飯盛山は別名を辯天山という。1700年（元禄13年）には会津藩主松平正容によって、飯盛山周辺の580間が寄進され鳥居や仁王門、青銅の大仏も建立された。明治期に大仏は市内の七日町にある阿弥陀寺へ移されたが、鳥居は今も残る。
また1796年（寛政8年）に旧正宗寺三匝堂が建てられ、境内に現存する。

## アクセス
- JR会津若松駅前からまちなか周遊バス「あかべぇ」か、中島町経由居合・松永団地行きで「飯盛山下」下車。